# دی‌بنزوکسپین
دی‌بنزوکسپین(به انگلیسی: Dibenzoxepin) یا دی بنز[e,b]اکسپین یک ترکیب سه حلقه ای است. این ماده ساختار والد برخی از داروها مانند دوکسپین(یک ضد افسردگی سه حلقه ای) و فلورادولین (یک داروی ضد درد) است. اولی تنها ضدافسردگی سه‌حلقه‌ای است که دارای ساختار دی‌بنزوکسپین است.

## همچنین ببینید
- دی‌بنزازپین
- دی‌بنزوسیکلوهپتن
- دی‌بنزوتیه‌پین
- دی‌بنزوتیازپین